# 弗朗西斯科·卡斯特雷洪
弗朗西斯科·卡斯特雷洪（西班牙語：Francisco Castrejón，1947年6月11日—），墨西哥男子足球运动员，司职守门员。他曾代表墨西哥国家队参加1970年国际足联世界杯，结果队伍止步八强赛。